# Саков, Николай Константинович
Николай Константинович Саков (1 декабря 1923, Бобрава, Курская губерния — 4 сентября 1996, Курск) — майор Советской Армии, участник Великой Отечественной войны, Герой Советского Союза (1944).

## Биография
Родился 1 декабря 1923 года в селе Бобрава (ныне — Ракитянский район Белгородской области). После окончания семи классов школы работал в колхозе. В начале Великой Отечественной войны оказался в оккупации, после освобождения в февралю 1943 года был призван на службу в Рабоче-крестьянскую Красную Армию и направлен на фронт.
К октябрю 1943 года красноармеец Николай Саков командовал отделением 392-го отдельного сапёрного батальона 232-й стрелковой дивизии 38-й армии Воронежского фронта. Отличился во время битвы за Днепр. 2-3 октября 1943 года отделение Николая Сакова переправило на плацдарм на западном берегу Днепра около двух стрелковых рот, что способствовало его успешному удержанию.
Представлен к награждению званием Героя Советского Союза за мужество и героизм, проявленные при форсировании Днепра. Указом Президиума Верховного Совета СССР «О присвоении звания Героя Советского Союза генералам, офицерскому, сержантскому и рядовому составу Красной Армии» от 10 января 1944 года за «образцовое выполнение боевых заданий командования на фронте борьбы с немецко-фашистскими захватчиками и проявленные при этом отвагу и геройство» был удостоен высокого звания Героя Советского Союза с вручением ордена Ленина и медали «Золотая Звезда» за номером 4253.
После окончания войны продолжил службу в Советской Армии. В 1947 году окончил Ленинградское военно-инженерное училище, в 1958 году — Военно-инженерную академию. В 1967 году был уволен в запас в звании майора. Проживал и работал в Курске. Умер 4 сентября 1996 года, похоронен на Никитском кладбище Курска.
Был также награждён орденами Отечественной войны 1-й степени и Красной Звезды, рядом медалей.

## Память
В честь Сакова установлены его бюсты в Бобраве и Ракитном.